# Leandro Colloredo

Stemma Colloredo

Leandro Colloredo (Colloredo di Monte Albano, 9 ottobre 1639 – Roma, 11 gennaio 1709) è stato un cardinale italiano.

## Biografia
Membro della nobile famiglia friulana dei Colloredo, Leandro nacque nel castello di famiglia nel 1639, da Fabio e Laura Colloredo. Il padre lo condusse nel 1649 in Toscana, dove il fratello Fabrizio era stato governatore di Siena. Durante la peste del 1656 fu richiamato dai genitori in Friuli per trovare riparo dall'epidemia; ma il giovane non volle acconsentire e la contingenza gli ispirò la sua prima opera: La devozione di Nostra Signora vero antidoto per estinguer la peste.
Cavaliere del Sovrano Militare Ordine di Malta, Colloredo all'età di diciotto anni entrò nella Congregazione dell'Oratorio di San Filippo Neri a Roma. Rifiutò l'elezione ad arcivescovo di Avignone, ma poi, solo per obbedienza, assunse la porpora cardinalizia. Il 30 settembre 1686 fu creato cardinale da papa Innocenzo XI e ricevette il titolo cardinalizio di San Pietro in Montorio. Fu penitenziere maggiore dal 28 febbraio 1688 fino alla morte.
Partecipò al conclave del 1689 che elesse papa Alessandro VIII. Il 7 novembre 1689 optò per il titolo cardinalizio dei Santi Nereo ed Achilleo.
Partecipò al conclave del 1691 che elesse papa Innocenzo XII. Fu camerlengo del Sacro Collegio dei Cardinali dal 2 gennaio 1696 fino al 14 gennaio 1697.
Partecipò al conclave del 1700 che elesse papa Clemente XI. Il 27 aprile 1705 optò per il titolo cardinalizio di Santa Maria in Trastevere.
Morì nel tardo pomeriggio dell'11 gennaio 1709 nel suo palazzo romano; il corpo fu trasferito con una solenne marcia di cavalleria dal palazzo alla chiesa di Santa Maria in Vallicella, dove si tenne la commemorazione funebre e dove fu sepolto.